# Ingrid Koller
Ingrid Koller (* 19. März 1950) ist eine österreichische Filmeditorin. Im Jahr 1978 übernahm sie den Schnitt einer Folge der Fernsehserie Kottan ermittelt. Sie war bisher an mehr als 60 Produktionen beteiligt. Sie ist mit dem Kameramann Walter Kindler verheiratet.
2018 gewann sie den Filmstiftung NRW Schnitt-Preis Spielfilm für Die beste aller Welten.

## Filmografie
- 1981: Sei zärtlich, Pinguin
- 1986: Echo Park
- 1986: Müllers Büro
- 1989: Weiningers Nacht
- 1990: Werner – Beinhart!
- 1991: Ilona und Kurti
- 1993: Verlassen Sie bitte Ihren Mann
- 1995: Freispiel
- 1996: Hannah
- 1996: Ein fast perfekter Seitensprung
- 1997: Qualtingers Wien
- 1998: Hinterholz 8
- 1999: Wanted
- 2000: Da wo die Berge sind
- 2001: Tatort – Böses Blut
- 2001: Tatort – Elvis lebt!
- 2002: Meine Schwester – Das Biest
- 2002: Poppitz
- 2003: Zwei Väter einer Tochter[3]
- 2003: MA 2412 – Die Staatsdiener
- 2003: Tatort – Tödliche Souvenirs
- 2005: Die Viertelliterklasse
- 2006: Die Zehn Gebote
- 2006: Kronprinz Rudolfs letzte Liebe
- 2008: La Bohème
- 2009: Die Landärztin – Schleichendes Gift
- 2009: Tatort – Baum der Erlösung
- 2010: Küsse, Schüsse, Rindsrouladen (Tante Herthas Rindsrouladen)
- 2010: Tiger-Team – Der Berg der 1000 Drachen
- 2011: Tatort – Ausgelöscht
- 2011: Tatort – Lohn der Arbeit
- 2011: Tatort – Vergeltung
- 2012: Die Schatten, die dich holen
- 2012: Tatort – Kein Entkommen
- 2013: Tatort – Zwischen den Fronten
- 2013: Tom Turbo – Von 0 auf 111
- 2014: Tatort – Abgründe
- 2014: Tatort – Paradies
- 2015: Tatort – Erkläre Chimäre
- 2015: Tatort – Gier
- 2015: Beautiful Girl
- 2017: Die beste aller Welten